# Neognathostomata
De Neognathostomata zijn een superorde van zee-egels (Echinoidea) uit de infraklasse Irregularia.

## Families
- Orde Cassiduloida L. Agassiz & Desor, 1847
  - Superfamilie Cassidulina Philip, 1963
    - Cassidulidae L. Agassiz & Desor, 1847

  - Superfamilie Neolampadina Philip, 1963
    - Neolampadidae Lambert, 1918
    - Pliolampadidae Kier, 1962 †
- Orde Echinolampadoida Kroh & Smith, 2010
  - Echinolampadidae Gray, 1851
- Orde Clypeasteroida L. Agassiz, 1835 (Zanddollars)
  - Clypeasteroida incertae sedis
    - Conoclypidae Von Zittel, 1879 †
    - Faujasiidae Lambert, 1905 †
    - Oligopygidae Duncan, 1889 †
    - Plesiolampadidae Lambert, 1905 †

  - Onderorde Clypeasterina L. Agassiz, 1835
    - Clypeasteridae L. Agassiz, 1835
    - Fossulasteridae Philip & Foster, 1971 †
    - Scutellinoididae Irwin, 1995 †

  - Onderorde Scutellina Haeckel, 1896
    - Scutellinidae Pomel, 1888 †
    - Infraorde Laganiformes Desor, 1847
      - Echinocyamidae Lambert & Thiéry, 1914
      - Fibulariidae Gray, 1855
      - Laganidae Desor, 1858

    - Infraorde Scutelliformes Haeckel, 1896
      - Echinarachniidae Lambert, 1914
      - Eoscutellidae Durham, 1955 †
      - Protoscutellidae Durham, 1955 †
      - Rotulidae Gray, 1855
      - Taiwanasteridae Wang, 1984
      - Superfamilie Scutelloidea Gray, 1825
        - Abertellidae Durham, 1955 †
        - Astriclypeidae Stefanini, 1912
        - Dendrasteridae Lambert, 1900
        - Mellitidae Stefanini, 1912
        - Monophorasteridae Lahille, 1896 †
        - Scutasteridae Durham, 1955 †
        - Scutellidae Gray, 1825

Neognathostomata incertae sedis
- Apatopygidae Kier, 1962
- Archiaciidae Cotteau & Triger, 1869 †
- Clypeidae Lambert, 1898 †
- Clypeolampadidae Kier, 1962 †
- Nucleolitidae L. Agassiz & Desor, 1847 †
- Pygaulidae Lambert, 1905 †